# Polypodium jalapense
Polypodium jalapense là một loài dương xỉ trong họ Polypodiaceae. Loài này được Donn.Sm. mô tả khoa học đầu tiên năm 1889.
Danh pháp khoa học của loài này chưa được làm sáng tỏ. 